# ISU Grand Prix w łyżwiarstwie figurowym 2006/2007
ISU Grand Prix w łyżwiarstwie figurowym 2006/2007 – 12. edycja zawodów w łyżwiarstwie figurowym. Zawodnicy podczas sezonu wystąpili w siedmiu zawodach cyklu rozgrywek. Rywalizacja rozpoczęła się w Hartford 26 października, a zakończyła w rosyjskim Petersburgu finałem Grand Prix, który odbył się w dniach 14–17 grudnia 2006 roku.

## Kalendarium zawodów
| Lp. | Data                          | Miejsce    | Zawody                     | Źr. |
| --- | ----------------------------- | ---------- | -------------------------- | --- |
| 1   | 26–29 października 2006       | Hartford   | Skate America              |     |
| 2   | 2–5 listopada 2006            | Victoria   | Skate Canada International |     |
| 3   | 9–12 listopada 2006           | Nankin     | Cup of China               |     |
| 4   | 17–19 listopada 2006          | Paryż      | Trophée Eric Bompard       |     |
| 5   | 24–26 listopada 2006          | Moskwa     | Cup of Russia              |     |
| 6   | 30 listopada – 3 grudnia 2006 | Nagano     | NHK Trophy                 |     |
| 7   | 14–17 grudnia 2006            | Petersburg | Finał Grand Prix           |     |

## Medaliści

### Soliści
| Zawody                     | 1. miejsce        | 2. miejsce        | 3. miejsce      | Źr. |
| -------------------------- | ----------------- | ----------------- | --------------- | --- |
| Skate America              | Nobunari Oda      | Evan Lysacek      | Alban Préaubert |     |
| Skate Canada International | Stéphane Lambiel  | Daisuke Takahashi | Johnny Weir     |     |
| Cup of China               | Evan Lysacek      | Siergiej Dawydow  | Emanuel Sandhu  |     |
| Trophée Eric Bompard       | Brian Joubert     | Alban Préaubert   | Siergiej Dobrin |     |
| Cup of Russia              | Brian Joubert     | Johnny Weir       | Ilja Klimkin    |     |
| NHK Trophy                 | Daisuke Takahashi | Nobunari Oda      | Takahiko Kozuka |     |
| Finał Grand Prix           | Brian Joubert     | Daisuke Takahashi | Nobunari Oda    |     |

### Solistki
| Zawody                     | 1. miejsce       | 2. miejsce      | 3. miejsce      | Źr. |
| -------------------------- | ---------------- | --------------- | --------------- | --- |
| Skate America              | Miki Andō        | Kimmie Meissner | Mao Asada       |     |
| Skate Canada International | Joannie Rochette | Fumie Suguri    | Kim Yu-na       |     |
| Cup of China               | Júlia Sebestyén  | Yukari Nakano   | Emily Hughes    |     |
| Trophée Eric Bompard       | Kim Yu-na        | Miki Andō       | Kimmie Meissner |     |
| Cup of Russia              | Sarah Meier      | Júlia Sebestyén | Yoshie Onda     |     |
| NHK Trophy                 | Mao Asada        | Fumie Suguri    | Yukari Nakano   |     |
| Finał Grand Prix           | Kim Yu-na        | Mao Asada       | Sarah Meier     |     |

### Pary sportowe
| Zawody                     | 1. miejsce                          | 2. miejsce                          | 3. miejsce                              | Źr. |
| -------------------------- | ----------------------------------- | ----------------------------------- | --------------------------------------- | --- |
| Skate America              | Rena Inoue / John Baldwin Jr.       | Dorota Zagórska / Mariusz Siudek    | Naomi Nari Nam / Themistocles Leftheris |     |
| Skate Canada International | Zhang Dan / Zhang Hao               | Rena Inoue / John Baldwin Jr.       | Valérie Marcoux / Craig Buntin          |     |
| Cup of China               | Shen Xue / Zhao Hongbo              | Pang Qing / Tong Jian               | Alona Sawczenko / Robin Szolkowy        |     |
| Trophée Eric Bompard       | Marija Pietrowa / Aleksiej Tichonow | Rena Inoue / John Baldwin Jr.       | Julija Obertas / Siergiej Sławnow       |     |
| Cup of Russia              | Alona Sawczenko / Robin Szolkowy    | Marija Pietrowa / Aleksiej Tichonow | Yūko Kawaguchi / Aleksandr Smirnow      |     |
| NHK Trophy                 | Shen Xue / Zhao Hongbo              | Zhang Dan / Zhang Hao               | Valérie Marcoux / Craig Buntin          |     |
| Finał Grand Prix           | Shen Xue / Zhao Hongbo              | Alona Sawczenko / Robin Szolkowy    | Zhang Dan / Zhang Hao                   |     |

### Pary taneczne
| Zawody                     | 1. miejsce                             | 2. miejsce                              | 3. miejsce                              | Źr. |
| -------------------------- | -------------------------------------- | --------------------------------------- | --------------------------------------- | --- |
| Skate America              | Ałbena Denkowa / Maksim Stawiski       | Melissa Gregory / Dienis Pietuchow      | Nathalie Péchalat / Fabian Bourzat      |     |
| Skate Canada International | Marie-France Dubreuil / Patrice Lauzon | Tessa Virtue / Scott Moir               | Federica Faiella / Massimo Scali        |     |
| Cup of China               | Oksana Domnina / Maksim Szabalin       | Tanith Belbin / Benjamin Agosto         | Jana Chochłowa / Siergiej Nowicki       |     |
| Trophée Eric Bompard       | Ałbena Denkowa / Maksim Stawiski       | Isabelle Delobel / Olivier Schoenfelder | Federica Faiella / Massimo Scali        |     |
| Cup of Russia              | Tanith Belbin / Benjamin Agosto        | Oksana Domnina / Maksim Szabalin        | Isabelle Delobel / Olivier Schoenfelder |     |
| NHK Trophy                 | Marie-France Dubreuil / Patrice Lauzon | Jana Chochłowa / Siergiej Nowicki       | Melissa Gregory / Dienis Pietuchow      |     |
| Finał Grand Prix           | Ałbena Denkowa / Maksim Stawiski       | Marie-France Dubreuil / Patrice Lauzon  | Oksana Domnina / Maksim Szabalin        |     |

## Klasyfikacje punktowe
| Miejsce w zawodach | Liczba punktów |
| ------------------ | -------------- |
| 1.                 | 15             |
| 2.                 | 13             |
| 3.                 | 11             |
| 4.                 | 9              |
| 5.                 | 7              |
| 6.                 | 5              |
| 7.                 | 4              |
| 8.                 | 3              |

| Poz.                                           | Zawodnik                                       | Punkty                                         |
| Miejsca 1–6: kwalifikacja do Finału Grand Prix | Miejsca 1–6: kwalifikacja do Finału Grand Prix | Miejsca 1–6: kwalifikacja do Finału Grand Prix |
| ---------------------------------------------- | ---------------------------------------------- | ---------------------------------------------- |
| 1                                              | Brian Joubert                                  | 30                                             |
| 2                                              | Nobunari Oda                                   | 28                                             |
| 3                                              | Daisuke Takahashi                              | 28                                             |
| 4                                              | Evan Lysacek                                   | 28                                             |
| 5                                              | Alban Préaubert                                | 24                                             |
| 6                                              | Johnny Weir                                    | 24                                             |
| Miejsca 7–9: rezerwa do Finału Grand Prix      |                                                |                                                |
| 7                                              | Siergiej Dawydow                               | 20                                             |
| 8                                              | Ilja Klimkin                                   | 20                                             |
| 9                                              | Emanuel Sandhu                                 | 18                                             |

| Poz.                                           | Zawodniczka                                    | Punkty                                         |
| Miejsca 1–6: kwalifikacja do Finału Grand Prix | Miejsca 1–6: kwalifikacja do Finału Grand Prix | Miejsca 1–6: kwalifikacja do Finału Grand Prix |
| ---------------------------------------------- | ---------------------------------------------- | ---------------------------------------------- |
| 1                                              | Miki Andō                                      | 28                                             |
| 2                                              | Júlia Sebestyén                                | 28                                             |
| 3                                              | Mao Asada                                      | 26                                             |
| 4                                              | Kim Yu-na                                      | 26                                             |
| 5                                              | Fumie Suguri                                   | 26                                             |
| 6                                              | Sarah Meier                                    | 24                                             |
| Miejsca 7–9: rezerwa do Finału Grand Prix      |                                                |                                                |
| 7                                              | Joannie Rochette                               | 24                                             |
| 8                                              | Kimmie Meissner                                | 24                                             |
| 9                                              | Yukari Nakano                                  | 24                                             |

| Poz.                                           | Zawodnicy                                      | Punkty                                         |
| Miejsca 1–6: kwalifikacja do Finału Grand Prix | Miejsca 1–6: kwalifikacja do Finału Grand Prix | Miejsca 1–6: kwalifikacja do Finału Grand Prix |
| ---------------------------------------------- | ---------------------------------------------- | ---------------------------------------------- |
| 1                                              | Shen Xue / Zhao Hongbo                         | 30                                             |
| 2                                              | Zhang Dan / Zhang Hao                          | 28                                             |
| 3                                              | Marija Pietrowa / Aleksiej Tichonow            | 28                                             |
| 4                                              | Rena Inoue / John Baldwin Jr.                  | 28                                             |
| 5                                              | Alona Sawczenko / Robin Szolkowy               | 26                                             |
| 6                                              | Valérie Marcoux / Craig Buntin                 | 22                                             |
| Miejsca 7–9: rezerwa do Finału Grand Prix      |                                                |                                                |
| 7                                              | Elizabeth Putnam / Sean Wirtz                  | 18                                             |
| 8                                              | Julija Obertas / Siergiej Sławnow              | 16                                             |
| 9                                              | Dorota Zagórska / Mariusz Siudek               | 16                                             |

| Poz.                                           | Zawodnicy                                      | Punkty                                         |
| Miejsca 1–6: kwalifikacja do Finału Grand Prix | Miejsca 1–6: kwalifikacja do Finału Grand Prix | Miejsca 1–6: kwalifikacja do Finału Grand Prix |
| ---------------------------------------------- | ---------------------------------------------- | ---------------------------------------------- |
| 1                                              | Ałbena Denkowa / Maksim Stawiski               | 30                                             |
| 2                                              | Marie-France Dubreuil / Patrice Lauzon         | 30                                             |
| 3                                              | Oksana Domnina / Maksim Szabalin               | 28                                             |
| 4                                              | Tanith Belbin / Benjamin Agosto                | 28                                             |
| 5                                              | Isabelle Delobel / Olivier Schoenfelder        | 24                                             |
| 6                                              | Melissa Gregory / Dienis Pietuchow             | 24                                             |
| Miejsca 7–9: rezerwa do Finału Grand Prix      |                                                |                                                |
| 7                                              | Jana Chochłowa / Siergiej Nowicki              | 24                                             |
| 8                                              | Tessa Virtue / Scott Moir                      | 22                                             |
| 9                                              | Federica Faiella / Massimo Scali               | 22                                             |